# August Gottlob Ferdinand Schirmer

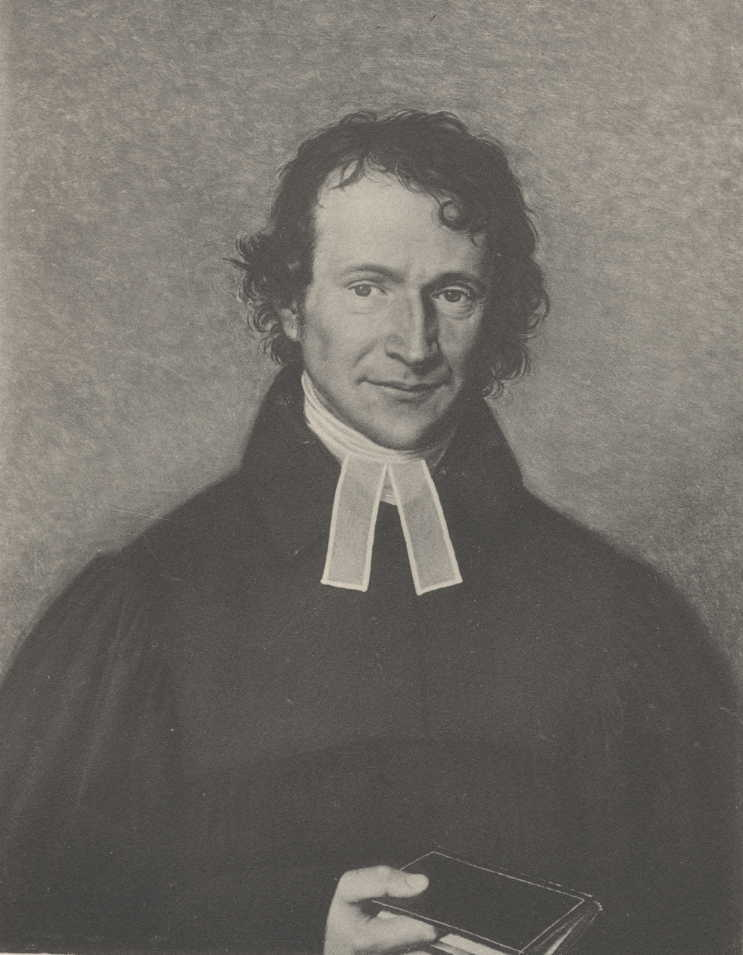
August Gottlob Ferdinand Schirmer

August Gottlob Ferdinand Schirmer (* 14. Mai 1791 in Hartmannsdorf (heute poln.: Jarogniewice) im Landkreis Freystadt i. Niederschles.; † 29. März 1863 in Greifswald) war ein deutscher Theologe und Hochschullehrer.
Ferdinand Schirmer war ein Sohn des Predigers Christian Gottlob Schirmer (1754–1830) und dessen Frau Johanna Eleonore Seydel (1761–1831). Er wurde 1817 als Dr. phil. Privatdozent an der Universität Breslau und wurde 1822 zum Dr. theol. promoviert. 1827 wurde Schirmer Professor an der Universität Greifswald und hier 1834 zum Rektor gewählt.
1847 wurde er Superintendent.
Er heiratete 1821 in Breslau Emilie Susanne Louise Caroline von Richthofen (1794–1834). Der Sohn Johannes Theodor (1827–1904) wurde Professor der Rechte in Königsberg, der Sohn Friedrich Rudolf (1831–1896) wurde Professor der Medizin in Greifswald.

## Werke
- Observationes Exegetico-criticae in librum Esdrae. Breslau 1820
- Wen Gott gesendet hat, der redet Gottes Wort: Joh. 3, 3: Predigt beim Antritt des evangelischen Lehramts an der St. Jakobikirche zu Greifswald am achten Sonntage nach Trinitatis 1827 gehalten. Greifswald 1827
- Der ursprüngliche Entwicklungsgang der religiösen und sittlichen Bildung der Welt. Greifswald 1829
- Die Anbetung Gottes im Geist und in der Wahrheit. Greifswald 1830
- Predigt am vierhundertjährigen Jubelfeste der Universität Greifswald. Greifswald 1856
- Vom Frieden Gottes. Abschiedspredigt 1861.
- Geistliche Amtsreden, in den Jahren 1850-1861 in der St. Jakobigemeinde zu Greifswald gehalten. Berlin 1869